# 趙益
趙益，福建福州府懷安縣（祖籍江寧縣）人，明朝政治人物、進士出身。

## 生平
永樂三年，福建乙酉乡试中舉。永樂四年，登丙戌科會試中進士，官至監察御史。

## 延伸阅读
[在维基数据编辑]